# Намбиквара (язык)
Язык намбиква́ра, также известный как южный намбиква́ра — один из языков коренных народов Бразилии, принадлежащий намбикварской языковой семье. Намбикварские языки иногда считаются диалектами одного языка, хотя взаимопонимание между ними отсутствует.

## Классификация
Язык намбиквара относится к намбикварским языкам, входящим в список Индейских языков Южной Америки и относящимся к области Центральной Амазонии.
Существуют разные мнения о том, как следует выделять языки внутри намбикварской языковой семьи.
Mason (1950) делит намбикварские языки на две большие группы (северо-восточных и юго-западных вариантов намбиквара), каждая из которых также имеет внутреннее деление, и выделяет сабане, один из самых северных вариантов намбиквара, как «псевдо-намбиквара».
Иногда все языки намбикварской семьи рассматривают, как диалекты одного языка. Loukotka (1968) выделяет четыре группы диалектов намбикварского языка (восточные, центральные, западные и северные диалекты).
В иных случаях внутри намбикварской семьи выделяют, как правило, минимум три языка, между которыми отсутствует взаимопонимание (Jolkesky (2016)): мамаинде (или северный намбиквара), намбиквара (или южный намбиквара) и сабане, каждый из которых также имеет множество диалектов (кроме сабане).

## Лингвогеография
На языке намбиквара говорят представители народа намбиквара, проживающие в Бразилии на территории штата Мату-Гросу и граничащих с ним территориях штата Рондония.

### Территориальное распространение
Намбиквара обычно селятся неподалеку от верховий рек. Язык намбиквара распространен на территории платообразной возвышенности Серра-дус-Паресис (части Бразильского плоскогорья): в долине реки Журуэна, в регионе вдоль рек Галера и Гуапоре, а также в долине реки Сараре.
Прайс (1972) выделял четыре основных региональных диалекта языка намбиквара, распространенных на территории Серра-дус-Паресис. Первый диалект распространен среди групп, живущий на севере возвышенности, в регионе Серра-ду-Норти. Второй диалект распространен среди групп, проживающих на территориях возле реки Камараре, притока Журуэны. Третий диалект распространен среди групп, живущих между реками Формига и Жуина. Четвёртый диалект распространен среди групп, проживающих на территории между реками Журуэна и Сапезал.
Носители этих четырёх диалектов языка намбиквара с трудом понимают друг друга, причем диалект жителей долины реки Гуапоре является промежуточным между диалектами долины реки Журуэна и долины реки Сараре.

### Социолингвистические сведения
Язык намбиквара является родным для представителей народа намбиквара, одного из коренных народов Южной Америки. Около 1000 представителей народа намбиквара сейчас проживают в Бразилии.
Из-за относительно большого количества носителей (и, как следствие, хорошей языковой преемственности) и положительного отношения носителей к языку, намбиквара не находится под угрозой исчезновения, несмотря на то, что является родным языком лишь для небольшого меньшинства Бразилии. По этим причинам ЮНЕСКО классифицирует язык намбиквара, только как уязвимый.
Язык намбиквара даже преподается в некоторых школах.
Намбиквара в основном моноязычны, но некоторые молодые люди также говорят на португальском.
Народ намбиквара используют письменность, использующую латинский алфавит.

## Типологические характеристики

### Тип выражения грамматических значений
Язык намбиквара является синтетическим: грамматические значения выражаются с помощью прибавления к корню аффиксов.
| (1) | Hxi2yo3            | li2      | −nh   | −a1  | −h3          | −la2. |
|     | палец              | порезать | −REFL | −1SG | −T/E.IO.PAST | −PF   |
|     | 'Я порезал палец.' |          |       |      |              |       |

### Характер границы между морфемами
Намбиквара относится к агглютинативным языкам: слова языка состоят из нескольких морфем с чёткими границами. Каждый аффикс несёт в себе одно значение.
| (2) | Heh3          | −ø   | −na3         | −la2 |
|     | голод         | −3SG | −T/E.IO.PRES | −PF  |
|     | 'Он голоден.' |      |              |      |

### Локус маркирования в посессивной именной группе и предикации

#### Маркирование в посессивной именной группе
В посессивной именной группе наблюдается вершинное маркирование: посессивное отношение выражается с помощью присоединения показателя в качестве префикса к обладаемому.
| (3) | in3txa2         | a2   | −hxi2kx | −a2  |
|     | человек         | POS3 | −рука   | −DEF |
|     | 'рука человека' |      |         |      |

#### Маркирование в предикации
В предикации наблюдается вершинное маркирование: грамматические показатели маркируются на глаголе.
| (4) | Jo3ãu2               | −ah3la2  | ã3si3tå3ki2 | −ø   | −na2hå3      | −la2. |
|     | Иоанн                | −человек | сопроводить | −3SG | −T/E.IO.PAST | −PF   |
|     | 'Иоанн пошел с ним.' |          |             |      |              |       |

### Тип ролевой кодировки
Для языка намбиквара характерна активно-стативная стратегия ролевой кодировки. Части слова, кодирующие субъект и объект, не различаются и одинаковы в переходных и непереходных предложениях.
Непереходный:
| (5) | Wa³ko³n            | −a¹  | −tu¹ | −wa². |
|     | работать           | −1SG | −FUT | −IMPF |
|     | 'Я буду работать.' |      |      |       |

| (6) | Wai3a3lxa2         | ã3nih3 | −ø   | −na2hå3      | −la2. |
|     | собака             | бежать | −3SG | −T.E.IO.PAST | −PF   |
|     | 'Собака побежала.' |        |      |              |       |

| (7) | Hu3kxa2            | yxo2kwµin3 | −sa3   | −nha2   | −wa2. |
|     | ружье              | хотеть     | −O.1SG | −INTERN | −IMPF |
|     | 'Мне нужно ружье.' |            |        |         |       |

Переходный (здесь непереходный глагол становится переходным при добавлении суффикса ki²):
| (8) | Wa3kon3                    | −ki2 | −na1 | −tu1 | −wa2. |
|     | работать                   | −BN  | −1SG | −FUT | −IMPF |
|     | 'Я буду работать на него.' |      |      |      |       |

| (9) | Kax3yuh3xa2        | sð3na2 | øh3   | −yo3li2 | −ø   | −na2hå3      | −la2. |
|     | дичь               | мясо   | INSTR | −резать | −3SG | −T/E.IO.PAST | −PF   |
|     | 'Он порезал мясо.' |        |       |         |      |              |       |

### Базовый порядок слов
Для языка намбиквара характерен базовый порядок слов SOV.
| (10) | Jo3ãu2                | −ah3la2  | wxã3   | −ø   | −na2hå3      | −la2 |
|      | Иоанн                 | −человек | прийти | −3SG | −T/E.IO.PAST | −PF  |
|      | 'Иоанн пришел вчера.' |          |        |      |              |      |

| (3) | in3txa2         | a2   | −hxi2kx | −a2  |
|     | человек         | POS3 | −рука   | −DEF |
|     | 'рука человека' |      |         |      |

| (9) | Kax3yuh3xa2        | sð3na2 | øh3   | −yo3li2 | −ø   | −na2hå3      | −la2. |
|     | дичь               | мясо   | INSTR | −резать | −3SG | −T/E.IO.PAST | −PF   |
|     | 'Он порезал мясо.' |        |       |         |      |              |       |

## Другое: фонология, морфология, синтаксис и языковые особенности

### Фонология

##### Гласные
|       | Front | Back |
| ----- | ----- | ---- |
| Close | i     | u    |
| Mid   | e     | o    |
| Open  | a     | ʌ    |

| Front | Back |
| ----- | ---- |
| ḭ     | ṵ    |
| ḛ     | o̰    |
| a̰     |      |

| Front | Back |
| ----- | ---- |
| ĩ     | ũ    |
| ẽ     |      |
| ã     |      |

| Front | Back |
| ----- | ---- |
| ḭ̃     | ṵ̃    |
| ḛ̃     |      |
| ã̰     |      |

Kroeker (2001)
Как и в большинстве языков Южной Америки, в языке намбиквара отсутствуют передние лабиализованные гласные (⟨ö⟩ [ø], ⟨ü⟩ [y]), а также присутствуют назализованные гласные.

#### Согласные
|                     |                                       | Губно-губные | Альвеолярные | Палатальные | Велярные | Велярные  | Глоттальные |
| Нелабиализованные   | Лабиализованные                       | Губно-губные | Альвеолярные | Палатальные |          |           | Глоттальные |
| ------------------- | ------------------------------------- | ------------ | ------------ | ----------- | -------- | --------- | ----------- |
| Взрывные/ Аффрикаты | Неаспирированные и неглоттализованные | p            | t            | tʃ ⟨j⟩      | k        | kʷ ⟨kw⟩   | ʔ ⟨x⟩       |
| Взрывные/ Аффрикаты | Аспирированные                        | pʰ ⟨ph⟩      | tʰ ⟨th⟩      |             | kʰ ⟨kh⟩  | kʷʰ ⟨kwh⟩ |             |
| Взрывные/ Аффрикаты | Глоттализованные                      |              | tˀ ⟨tx⟩      |             | kˀ ⟨kx⟩  |           |             |
| Фрикативные         | Неглоттализованные                    | ɸ ⟨f⟩        | s            |             |          |           | h           |
| Фрикативные         | Глоттализованные                      | ɸˀ ⟨fx⟩      | sˀ ⟨sx⟩      |             |          |           | hˀ ⟨hx⟩     |
| Носовые             | Неглоттализованные                    | (m)          | n            |             |          |           |             |
| Носовые             | Глоттализованные                      | ˀm ⟨mx⟩      | ˀn ⟨nx⟩      |             |          |           |             |
| Сонорные            | Неаспирированные и неглоттализованные |              | l            | j ⟨y⟩       |          | w         |             |
| Сонорные            | Глоттализованные                      |              | ˀl ⟨lx⟩      | ˀj ⟨yx⟩     |          | ˀw ⟨wx⟩   |             |
| Сонорные            | Аспирированные                        |              |              |             |          | ʍʰ ⟨wh⟩   |             |

Kroeker (2001), Lowe (1999)
Как и во многих языках Южной Америки, в языке намбиквара присутствуют глухие взрывные /p, t, k/ и отсутствуют звонкие /b, d, g/.
В языке намбиквара, как и в части языков Южной Америки, противопоставляются лабиализованные и нелабиализованные велярные согласные звуки, в то время как в других языках Южной Америки (например, в языках кечуа и аймара) противопоставляются велярные и поствелярные согласные звуки.

#### Тоны
Намбиквара — тоновый язык. Выделяют 3 тона:
1. нисходящий тон, обозначаемый индексом «1»
2. восходящий тон, обозначаемый индексом «2»
3. низкий тон, обозначаемый индексом «3»

Примеры:
(11)ˈhot3su2 'обезьяна'
(12)ˈḛ3rhʔu2 'кешью'
(13) ˈʔwḭ̃1su2 'жаба'
Среди языков Южной Америки довольно часто встречаются тоновые языки. Тоновые языки Южной Америки имеют довольно простые системы тонов: самые сложные из них имеют от 3 до 5 тонов. В мире тоновые языки часто встречаются в Восточной и Юго-Восточной Азии, Африке, Северной Америке, Южной Америке и Океании.

### Морфология
Как и многие языки Южной Америки, намбиквара относится к агглютинативным языкам и преимущественно использует суффиксы для выражения грамматических значений.
Язык намбиквара различает единственное и объединяющее двойственное и множественное число у первого и третьего, а также единственное, двойственное и множественное число у второго лица. Некоторые языки Южной Америки (например, мапуче) всегда различают единственное, двойственное и множественное число, в то время как некоторые другие (например, карибские языки) иногда не различают единственное и множественное число в третьем лице.
В языках Южной Америки, в частности в языках лингвистической области Маморе-Гуапоре, к которой принадлежат языки намбикварской семьи, во множественном числе первого лица часто выражается категория включенности.

#### Глаголы
В языке намбиквара глаголы делятся на главные и придаточные.
Главные глаголы содержат суффиксы, показывающие наклонение (изъявительное, повелительное), лицо субъекта, число субъекта и вид.

##### Главные глаголы изъявительного наклонения
Главные глаголы изъявительного наклонения имеют суффиксы, показывающие наклонение, лицо субъекта (первое, второе, третье), число субъекта (единственное, двойственное, множественное у второго лица; единственное и объединяющее двойственное и множественное у первого и третьего), вид (совершенный, несовершенный), а также суффиксы, показывающие время (будущее, настоящее, близкое прошедшее, среднее прошедшее, отдаленное прошедшее) и эвиденциальность (очевидность, неочевидность). Также в не единственном числе первого лица глагол выражает включенность или невключенность адресата в субъект (инклюзив, эксклюзив).

##### Главные глаголы повелительного наклонения
Главные глаголы повелительного наклонения имеют суффиксы, показывающие наклонение, число говорящих (единственное, множественное), число субъекта (единственное, двойственное, множественное) и вид (совершенный, несовершенный). Эти глаголы имеют одну отрицательную и три положительные формы.

#### Местоимения
В языке намбиквара семь видов местоимений: личные, притяжательные, неопределённые, указательные, возвратные, взаимные и вопросительные.
Все грамматические категории личных местоимений выражаются при помощи добавления суффиксов. Личные местоимения имеют лицо (первое, второе, третье), число (единственное, двойственное, множественное у второго лица; единственное и объединяющее двойственное и множественное у первого и третьего), а также категорию включенности (инклюзив, эксклюзив) у не единственного числа первого лица и род (мужской, женский) у единственного числа третьего лица.
Притяжательные местоимения имеют лицо, но не имеют рода или числа, и прибавляются в качестве префикса к обладаемому.
Вопросительные местоимения ставятся в начале вопросительных предложений.

#### Существительные
Грамматические показатели существительных, такие как определённость, каузальность, выражаются с помощью присоединения к корню суффиксов. Определённые существительные также выражают эвиденциальность.
Также в качестве суффиксов к корню присоединяются классификаторы, указывающие на форму референта. Классификаторы, указывающие на форму референта, также часто встречаются, например, в чибчанских, туканских и яномамских языках.

### Синтаксис
Намбиквара использует активно-стативную систему для обозначения падежей. Однако, когда необходимо упомянуть субъект предложения, могут использоваться свободные формы личных местоимений: это происходит, когда «вводится новый участник или когда было бы слишком много путаницы, если бы [это] было опущено».
В языке намбиквара также используются разные суффиксы субъектов и объектов, имеющие категорию лица (первое, второе, третье).

## Список сокращений
BN — бенефициарный суффикс
DEF — определённость
FUT — будущее время
IMPF — несовершенный вид
INSTR — инструмент
INTERN — interno
IO — засвидетельствованность индивидом, наблюдение
O.1SG — объект первого лица единственного числа
PAST — прошедшее время
PF — совершенный вид
POS3 — притяжательное местоимение третьего лица
PRES — настоящее время
REFL — рефлексия
T/E — время/эвиденциальность
1SG — первое лицо, единственное число
3SG — третье лицо, единственное число

## Список использованной литературы
Kroeker, Menno (2001). «A Descriptive Grammar of Nambikuara».
Lowe, Ivan (1999). «Nambiquara».
Ethnologue: https://www.ethnologue.com/language/nab/
Povos Indígenas no Brasil: https://pib.socioambiental.org/en/Povo:Nambikwara
Campbell, Lyle (1997). «American Indian languages: the historical linguistics of Native America».
Kaufman, Terrence (1994). «The native languages of South America».
Mason, John Alden (1950). «The languages of South America».
Loukotka, Čestmír (1968). «Classification of South American Indian languages».
Jolkesky, Marcelo Pinho De Valhery (2016). «Estudo arqueo-ecolinguístico das terras tropicais sul-americanas».